# Geertje Wielema
Geertje Wielema (Hilversum, 24 luglio 1934 – Almere, 18 agosto 2009) è stata una nuotatrice olandese.

## Biografia

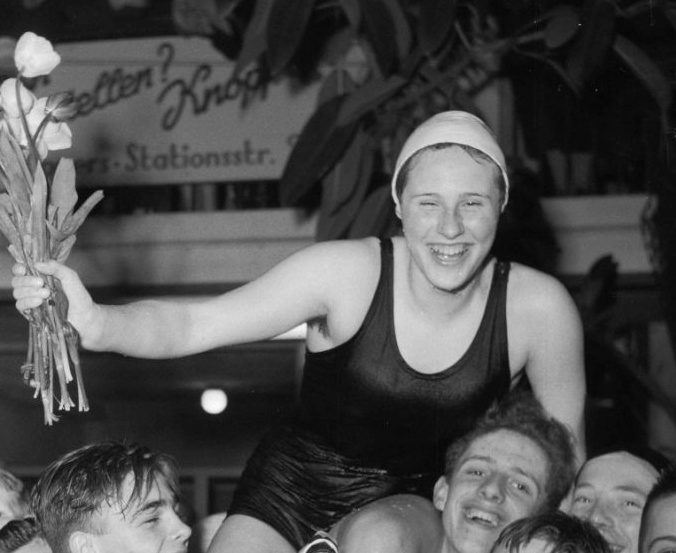
Geertje Wielema nel 1951

Specializzata nello stile libero e nel dorso, ha vinto la medaglia d'argento nei 100 m dorso alle Olimpiadi di Helsinki 1952.
È stata primatista mondiale dei 200 m dorso e della staffetta 4x100 m mista.

## Palmarès
- Olimpiadi
  - Helsinki 1952: argento nei 100 m dorso.

- Europei di nuoto
  - 1954 - Torino: oro nei 100 m dorso, argento nella staffetta 4x100 m sl e bronzo nei 100 m sl.